# Begonia carolineifolia
Begonia carolineifolia là một loài thực vật có hoa trong họ Thu hải đường. Loài này được Regel mô tả khoa học đầu tiên năm 1852.